# Matka Boża z Luján
Matka Boża z Luján (hiszp.Nuestra Señora de Luján) – święta patronka Argentyny, Urugwaju i Paragwaju, reprezentowana przez figurkę Matki Bożej Niepokalanie Poczętej, znajdującą się w bazylice Matki Bożej, w mieście Luján, w prowincji Buenos Aires w Argentynie.

## Opis
Figurka mierzy ok. 60 cm i wykonana jest z terakoty. W celu jej lepszego zabezpieczenia w 1887 pokryto ją srebrną blachą. Zazwyczaj ubrana jest w bogato zdobioną białą suknię i niebieski płaszcz – kolory Argentyny. Widoczna jest jedynie okolona włosami twarz i ręce złożone do modlitwy.

## Historia
W 1630 pochodzący z Portugalii osadnik sprowadził z Brazylii niewielką rzeźbę, by w swoich posiadłościach wybudować kaplicę ku czci Matki Bożej. Zgodnie z legendą, w czasie podróży do miejsca przeznaczenia woły ciągnące wóz z figurką zatrzymały się nad rzeką Luján i nie chciały dalej ruszyć. Jednomyślnie uznano, że Maryja pragnie pozostać w tym miejscu. Postawiono tu kaplicę, w której gromadziło się coaraz więcej wiernych. W 1887 papież Leon XII dokonał koronacji figury.
W 1982 papież Jan Paweł II podczas podróży do Argentyny odprawił w bazylice w Luján mszę w intencji pokoju na świecie i podarował Matce Bożej złotą różę.

## Związki z Polską
W 1983 ówczesny prymas Polski kard. Józef Glemp podczas wizyty w Argentynie otrzymał od tamtejszej Polonii kopię figury Matki Bożej z Luján. W 1984 postanowił ją przekazać nowo tworzonej parafii Ofiarowania Pańskiego w Warszawie. W 1987 figura została umieszczona w tymczasowej kaplicy parafialnej. W 1999 z inicjatywy ambasadora Argentyny i argentyńskiej Polonii zapadła decyzja o poświęceniu jednej z kaplic w nowo budowanym kościele Matce Bożej Lujańskiej. Witraże, mozaiki i ołtarz w kaplicy zostały sfinansowane przez argentyńskiego ofiarodawcę. W 2000 odbyła się uroczystość intronizacji figury z udziałem m.in. przedstawicieli argentyńskiego duchowieństwa, ministra spraw zagranicznych Argentyny oraz polskich misjonarzy pracujących w Ameryce Południowej. W 2001 odbyła się uroczystość koronacji figury, a w 2007 otrzymała ona bursztynową sukienkę wykonaną z biżuterii i bursztynu ofiarowanych przez parafian.